# جزیره بافین

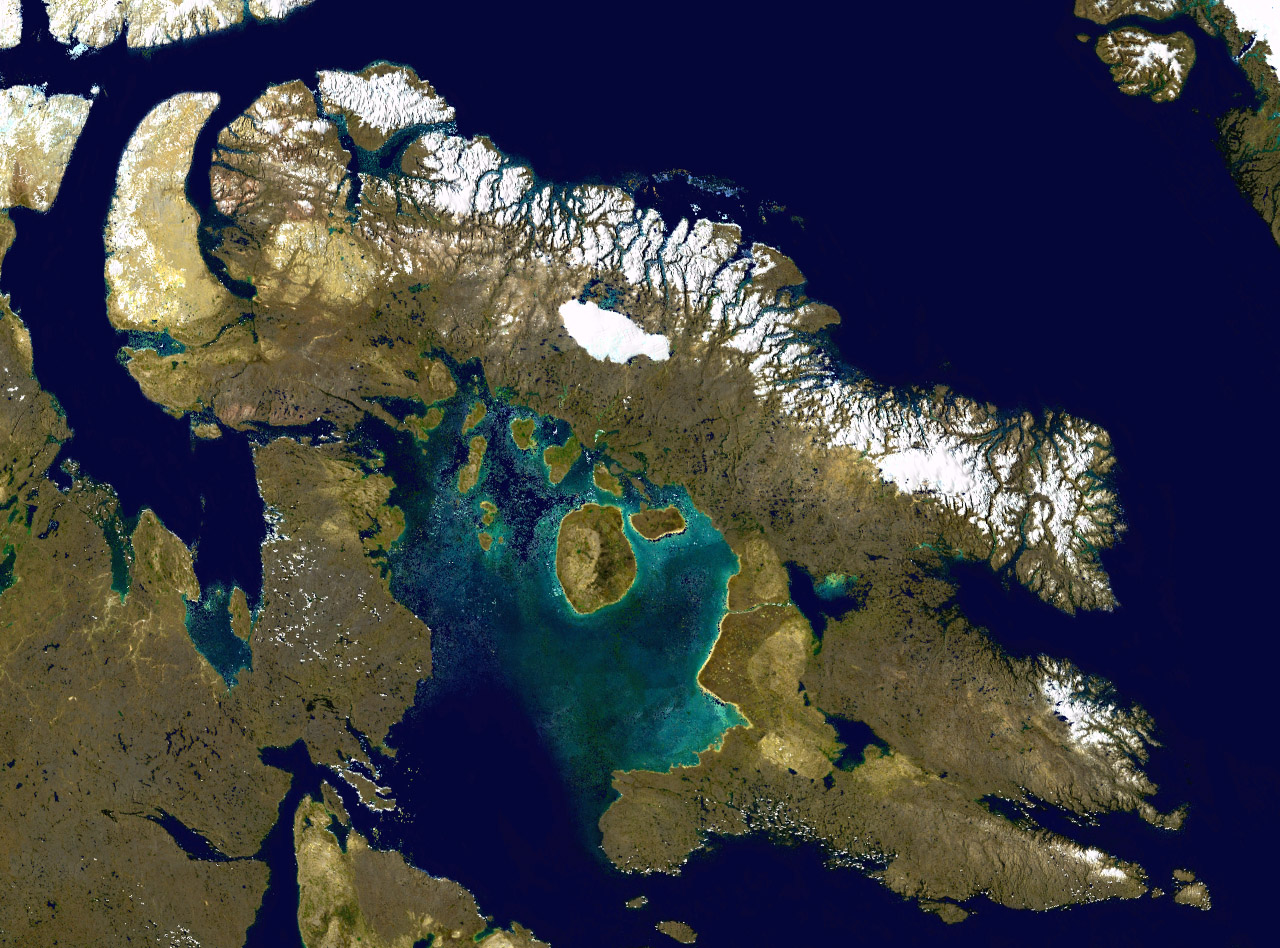
نمای ماهواره‌ای از جزیرهٔ بافین

موقعیت جزیرهٔ بافین در کانادا

جزیره بافین (به انگلیسی: Baffin Island، به فرانسوی: Île de Baffin) جزیره‌ای واقع در اقیانوس منجمد شمالی است که در شرق نوناووت در کانادا و غرب گرینلند قرار دارد. این جزیره ۵۰۷٬۴۵۱ کیلومتر مربع مساحت داشته و به عنوان بزرگترین جزیرهٔ کانادا و پنجمین جزیرهٔ بزرگ جهان شناخته می‌شود.
دانشمندان دریافته‌اند که باد و جریان‌های دریایی دست به دست هم داده و کوه‌های یخی دریایی را از تمامی مناطق شمالگان به سوی کرانه‌های شمالی گرینلند و منطقه نسبتاً آرامی از دریا هدایت می‌کنند که جزیره بافین هم جزئی از آن است. بنا بر این داده‌ها، دانشمندان معتقدند که با گذر زمان و ادامه گرمایش زمین، جزیره بافین و این قسمت از شمالگان تنها بخش از اقیانوس منجمد شمالی خواهد بود که همچنان در آن دریای یخ‌بسته دیده خواهد شد.
در پیچیده‌ترین حالت بسامد جزیره و دریاچه، در کانادا یک جزیره دریاچه‌ای در دریاچه‌ای قرار دارد که آن دریاچه هم در یک جزیره در دریاچه نچیلینگ در جزیره بافین واقع شده ‌است.

## جغرافیا
جزیرهٔ بافین شرقی‌ترین جزیره از مجمع‌الجزایر شمالگان کاناداست. این جزیره از نظر جغرافیایی و زمین‌شناسی ادامهٔ منطقهٔ لابرادور بوده که توسط خلیج هودسن از این منطقه جدا شده‌است. این جزیره همچنین توسط خلیج بافین و تنگه دیویس واقع در شمال و شرق آن از گرین‌لند جدا می‌شود.
بیشتر غرب جزیره از توندرا پوشیده شده‌است. در عین حال دریاچه‌های آب شیرین بسیاری همچون دریاچه‌های نتیلینگ و آماجواک در این جزیره وجود دارد. در شرق جزیرهٔ بافین رشته‌کوه‌های پوشیده از برفی وجود دارد که ارتفاعشان به بیش از ۲٬۴۴۰ متر نیز می‌رسد. این کوه‌ها گستره‌ای به طول ۱٬۵۰۰ کیلومتر را در بر می‌گیرند. همچنین آبدره‌های بسیاری در خط ساحلی عمیقاً تورفته و دندانه‌دار این جزیره وجود دارد.

### ساکنان
جزیرهٔ بافین به غیر از چند منطقهٔ کوچک ساحلی از جمله ایکالویت در امتداد خلیج فروبیشر؛ جزیره‌ای غیر مسکونی است. در عین حال اینوئیت‌ها بیشترین تعداد سکنهٔ معدود این جزیره را تشکیل می‌دهند و ماهی‌گیری، شکار نهنگ و تجارت خز، از جمله مهمترین پیشه‌های آنهاست.

### پارک ملی
در سال ۱۹۷۲ پارک ملی اویوئیتاک به مساحت ۲۱٬۴۷۱ کیلومتر مربع در شبه‌جزیره کامبرلند در کرانهٔ شرقی جزیرهٔ بافین ایجاد شد. هدف از ایجاد این پارک حفظ طبیعت قطبی و وحشی منطقه شامل قله‌های ناهموار کوهستانی، دره‌های ژرف، آبدره‌های تماشایی و حیات وحش دریایی در سواحل این منطقه بود.

### معدن‌ها
کانسارهای سنگ آهن در شمال جزیرهٔ بافین یافت شده‌است و در نانیسیویک واقع در شمال غربی‌ترین نقطهٔ جزیره؛ یکی از شمالی‌ترین معادن جهان قرار دارد که از آن نقره، سرب و روی استخراج می‌شود.

## تاریخچه اکتشاف
اعتقاد بر این است که کاشفان وایکینگ اسکاندیناویایی نخستین کسانی بودند که در سال ۱۰۰۰ میلادی به این جزیره رسیدند. پس از آنان مارتین فوربیشر بریتانیایی در فاصلهٔ سال‌های ۱۵۷۶ تا ۱۵۷۸ از این جزیره بازدید نمود. او که بعدتر مقام شوالیه را نیز دریافت نمود در جستجوی گذرگاه شمالی به این جزیره رسید. با این وجود، نام جزیره به افتخار ویلیام بافین، دریانورد و کاشف انگلیسی سدهٔ هفدهمی که در سال ۱۶۱۶ به کاوش در شمالگان پرداخت، «بافین» گذاشته شده‌است.